# 深夜バス

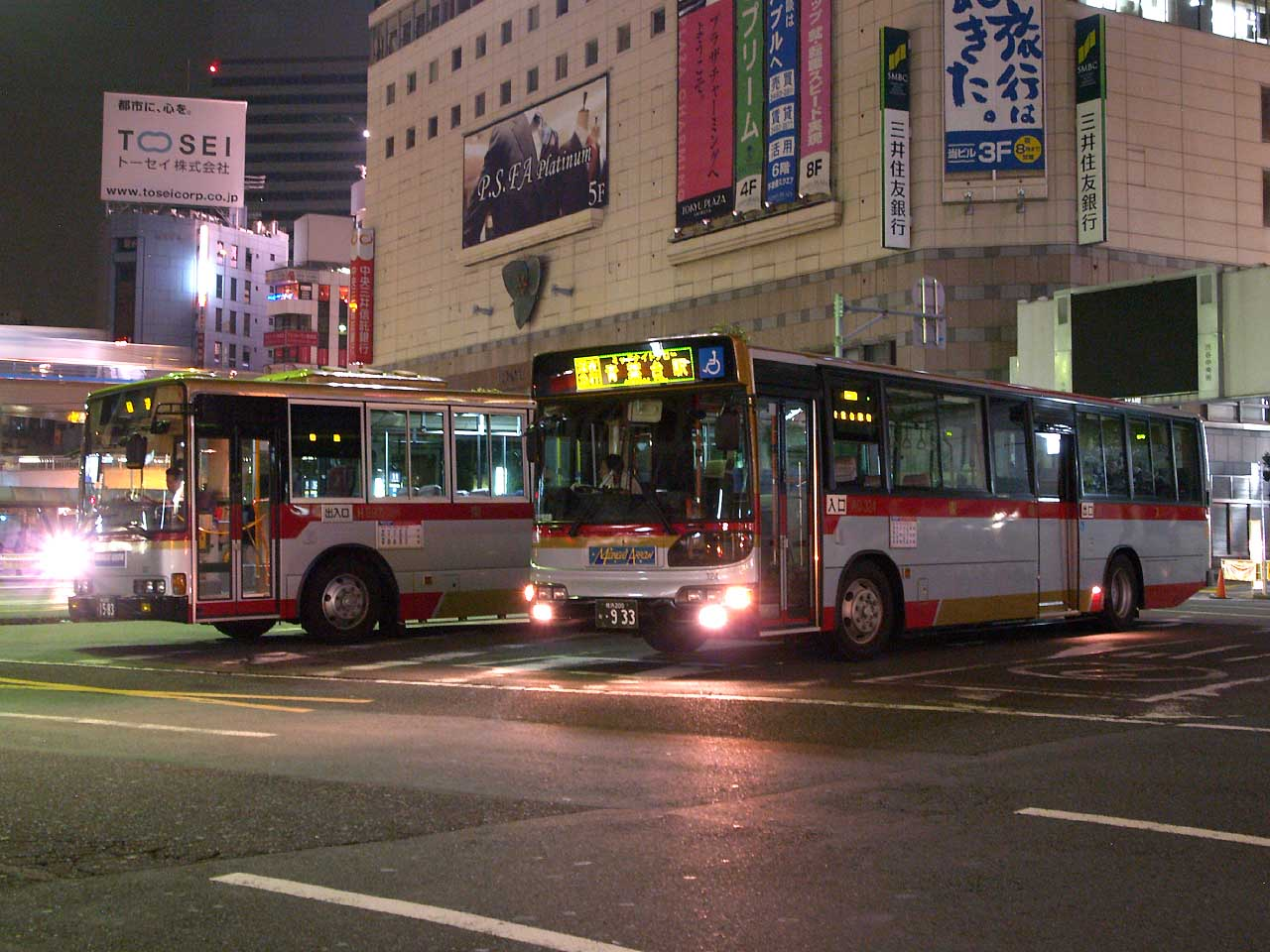
深夜急行バス（写真は東急バス）

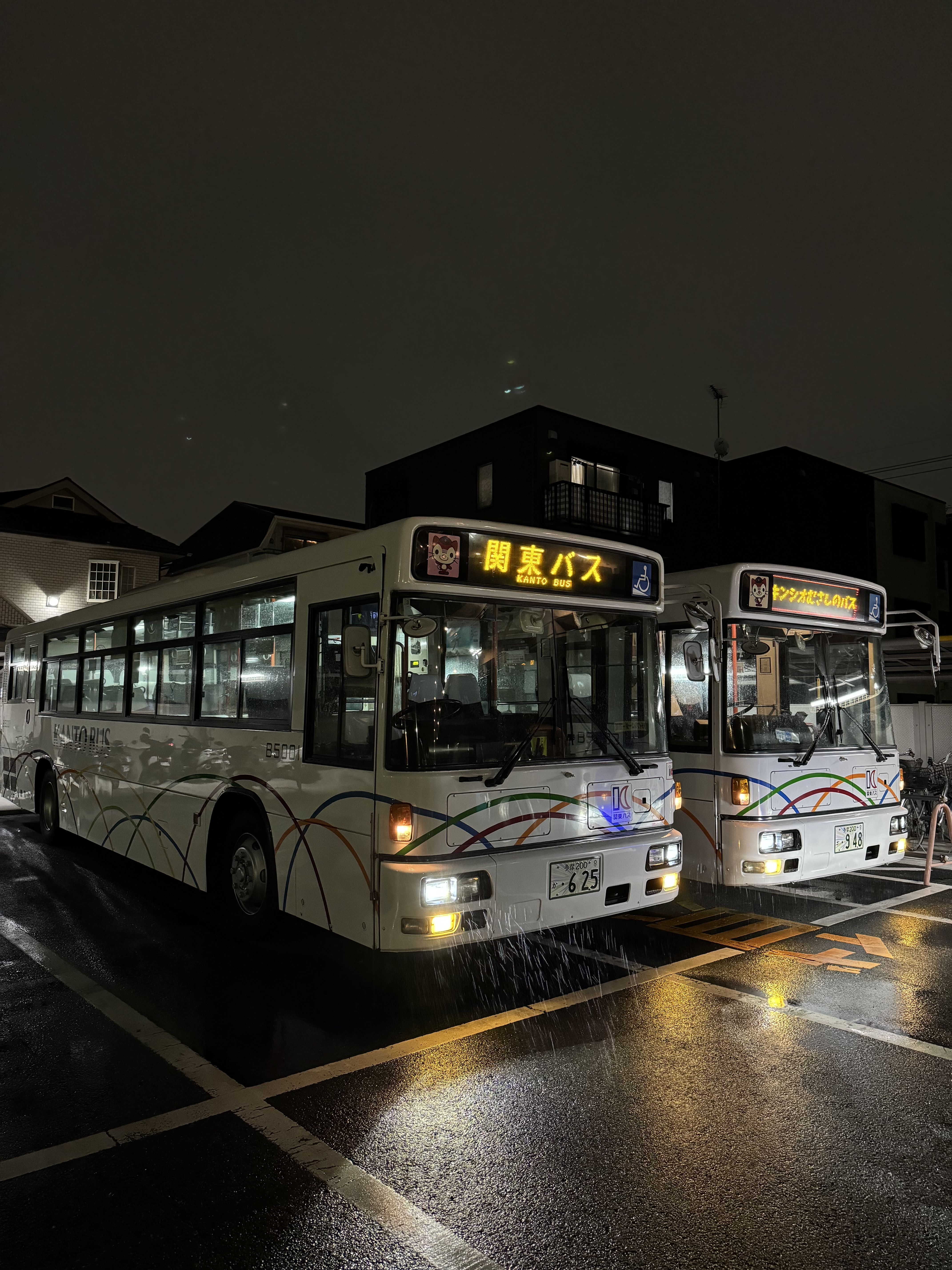
深夜バス（関東バス）

深夜バス（しんやバス）は、主に深夜時間帯（概ね23時頃 - 翌3時頃）のみ運行される路線バスである。主として都市中心部から郊外への帰宅需要に応えて運行される。
これに対して早朝バスは早朝時間帯（概ね3時頃 - 6時頃）のみに運行されるバスに対する通称である。深夜バスと同様に、昼行便に対して割り増し料金であることも多い。

## アジア

### 日本
深夜以外の時間帯に運行される通常バス路線のルートのままで、深夜の時間帯に運行されるものがある。その他、鉄道路線の最終電車発車後にその路線の代替輸送の目的で大都市などのターミナル駅からベッドタウン方面へ運行されるものがある。後者の場合は、深夜急行バス（しんやきゅうこうバス）または深夜中距離バス（しんやちゅうきょりバス）と呼ばれることがある。
主に残業や宴会などで帰宅の遅くなる通勤客を想定している。そのため、多くの路線では多くの会社が休日となる土・日曜日、祝日・振替休日・旧盆・年末年始が運休となる（0時を過ぎて間もない時点の深夜は前日と見なす）。この他にゴールデンウィークも運休となる路線もある（主に近畿圏の路線に多い）。また、逆に旧盆の平日や土曜・休日にも運行を行う路線もある。

### 香港
香港では、一部の路線で深夜バスが運行されている。ただし、深夜時間帯も一定の間隔で終夜運行されている。深夜時間帯に運行する路線は、日中の路線とは経路が異なっていて、系統番号がNxxとなっている他、料金も割高となっている。香港国際空港と市内を結ぶ路線などもあり、利便性は高い。

### 台湾
台湾では、統聯客運の運行する台中市バス、326番バスが台湾で唯一の深夜バスとなっている。運賃は、昼間の市内バスと同一であり、各種優待も適用される。元々は、24時間運行の終夜運転の形態だったが、2015年の路線再編の際、昼間の便と運行系統が分離された。

### 韓国
韓国では、ソウルで2路線の試験運行を経て、好評だったことから14路線に拡大。運行時間は、深夜0時から早朝5時まで、40〜45分間隔。系統番号は、Nxxとなっている。運賃も、通常の1500ウォン（幹線バス、Tマネー基準）ではなく、割増料金の2500ウォンが適用される。

## ヨーロッパ

### フランス
フランスでは、パリ市内や市内から郊外へ向かう深夜バス「ノクティリアン（Noctilien）」が50路線近く設定されている。この路線では系統番号も別途設定した上で、停留所も日中の運行とは異なる。市内の大きな駅どうしを結ぶ環状路線は10〜17分おき、市中心部を横断する路線は10〜30分おき、その他は概ね毎時1本程度運行されている。運賃は日中と同額である。
当初は約10路線で「ノクタムビュス（Noctambus）」と呼ばれ、行先表示と停車停留所標識には夜に因んで夜行性動物のフクロウのマークが入っていた。

### イギリス
イギリスでは、ロンドン市内の主要な地区を結ぶ深夜バスを運行している。日中運行の系統の中から8系統と、深夜バスのみの系統が53系統設定されている。深夜1時から早朝5時までの間に各路線共毎時1本程度運行され、一部を除いてトラファルガースクエアを経由する。運賃は日中と同額であるが、一日乗車券の利用はできない。

### オランダ
オランダでは、アムステルダム、ロッテルダム、ティルブルフ、ユトレヒト、グローニンゲン、ブレダ、アーネム、ナイメーヘン 等の各地の都心部から深夜バスが運行されている。

## オセアニア

### オーストラリア
オーストラリアでは、メルボルン市内と郊外を結ぶ「ナイトライダー」というバスが運行されている。土曜日・日曜日の1:30から4:30（日曜のみ5:30）までの30分おきに運行され、スワンストン通りのシティスクエア等から郊外に向け13系統が設定されている。車内には電話が設置されており、タクシーを呼ぶことが出来る。